# Горчаков, Василий Андреевич (воевода)
Князь Василий Андреевич Горчаков — стольник и воевода во времена правления Михаила Фёдоровича и Алексея Михайловича.
Из княжеского рода Горчаковы. Сын князя Андрея Петровича Горчакова, известного по родословным.

## Биография

### Служба Михаилу Фёдоровичу
В 1627—1629 годах стольник патриарха Филарета. В 1635—1540 годах царский стольник. Стольник, при приёме послов: литовского (21 марта 1635) и Кизылбашского (19 мая 1635) за парадным столом «перед послами пить носил». В 1635—1638 годах стольник и воевода во Ржеве. Дневали ночевал при гробе царевича Ивана Михайловича (25 января и 17 февраля 1639), тоже при гробе Василия Михайловича (23 апреля 1639).

### Служба Алексею Михайловичу
В 1643—1647 годах воевода в Царицыне. В январе 1648 года на свадьбе царя Алексея Михайловича и Марии Ильиничны Милославской первым «есть ставил в большой стол» перед боярами. В 1649—1651 годах стольник и воевода в Таре.
Владел поместья в Ржевском уезде.

## Семья
От брака с неизвестной имел детей:
- Князь Горчаков Борис Васильевич — окольничий.

## Критика
М. Г. Спиридов показывает князя Василия Андреевича Горчакова единственным сыном.
П. В. Долгоруков в «Российской родословной книге» показывает у отца князя Андрея Петровича Горчакова трёх сыновей: Евстафия, Владимира и младшего Василия (о ком статья).